# Romy Brauteseth
Romy Brauteseth (* 1989 in Port Elizabeth) ist eine südafrikanische Jazzmusikerin (Kontrabass).

## Leben und Wirken
Brauteseth wuchs in einer musikalischen Familie auf und lernte zunächst Klavier und Gitarre. In der Victoria Park High School Big Band spielte sie Bassgitarre. Später studierte sie Grafikdesign an der Nelson Mandela Metropolitan University und spielte in verschiedenen Bands Bassgitarre. 2005 wurde sie in die National Schools’ Jazz Band aufgenommen; seit 2010 gehörte sie zur National Youth Jazz Band Südafrikas. 2011 wechselte sie zum Kontrabass und absolvierte ein Instrumentalstudium an der Universität Kapstadt. Sie arbeitete mit Nomfundo Xaluva und dem Gitarristen Reza Khota sowie mit Feya Faku und mit Marcus Wyatt, mit dessen Language 12 sie auch aufnahm; in Basel entstand ein Live-Album mit dem Trio von Ewout Pierreux und Wyatt. Weiterhin trat sie mit Melanie Scholtz, Kesivan Naidoo, Andre Petersen und Kyle Shepherd auf.  Mit dem Trio von Bokani Dyer, mit dem sie auch das Album Neo Native (2018) vorlegte, tourte sie auch in Europa. Sie ist auch auf Alben von Andreas Loven, Mabuta und Skyjack zu hören.